# Cornelius Righter
Cornelius Erwin Righter, né le 7 mars 1897 à Campbell en Californie et mort le 6 septembre 1985 à Dayton dans l'Ohio, est un joueur américain de football américain, basket-ball et rugby à XV. Il est champion olympique avec l'équipe des États-Unis de rugby à XV en 1920. Après ses études, il embrasse une carrière d'entraîneur universitaire.

## Biographie
Né à Campbell, Cornelius Righter fait ses études à l'Université Stanford où il joue avec l'équipe des Indians de Stanford au football américain, au basket-ball et au rugby à XV. Il débute avec l'équipe de rugby en 1917. Le football américain est son sport de prédilection. En 1920, il est membre de l'équipe olympique américaine qui part en Europe pour disputer les Jeux olympiques à Anvers. Il remporte la médaille d'or avec l'équipe de rugby qui bat l'équipe de France sur le score de 8 à 0 dans l'unique match de la compétition. En revanche, il ne dispute pas le test match contre les Français qui a lieu un mois après le titre olympique, match cette fois perdu sur le score de 14 à 5. Après ses études, Cornelius Righter devient entraîneur à l'Université du Pacifique de 1921 à 1932 où il s'occupe des équipes de football, de basket-ball et d'athlétisme,. Il continue sa carrière d'entraîneur dans plusieurs petites universités de Californie et lycées jusqu'à sa retraite en 1962. Il meurt le 6 septembre 1985 à Dayton dans l'Ohio.

## Palmarès
- Champion olympique de rugby à XV aux Jeux olympiques d'été de 1920